# 두자춘전
〈두자춘전〉(杜子春傳)은 이복언(李復言)의 괴이소설이다. 〈두자춘전〉은 <속현괴록(續玄怪錄)>중의 한 편이다. 장안의 빈사(貧士)인 두자춘(杜子春)은 도사로부터 세 번이나 대금을 얻었으나 사치 때문에 탕진하고 만다. 그는 자신을 잃고 세상을 등지고 도사의 제자가 되려고 작심한다. 여러 가지 고행을 겪어 여자로 전생(轉生)한 그는 자기 자식이 살해당하게 되자, 계율(戒律)을 범하고 뜻을 이루지 못한다. 줄거리의 기복이 많고 기괴한 지옥이나 선술(仙術)의 묘사가 뛰어나다.